# Jüdischer Friedhof (Staré Město pod Landštejnem)
Koordinaten: 49° 0′ 32″ N, 15° 15′ 11″ O

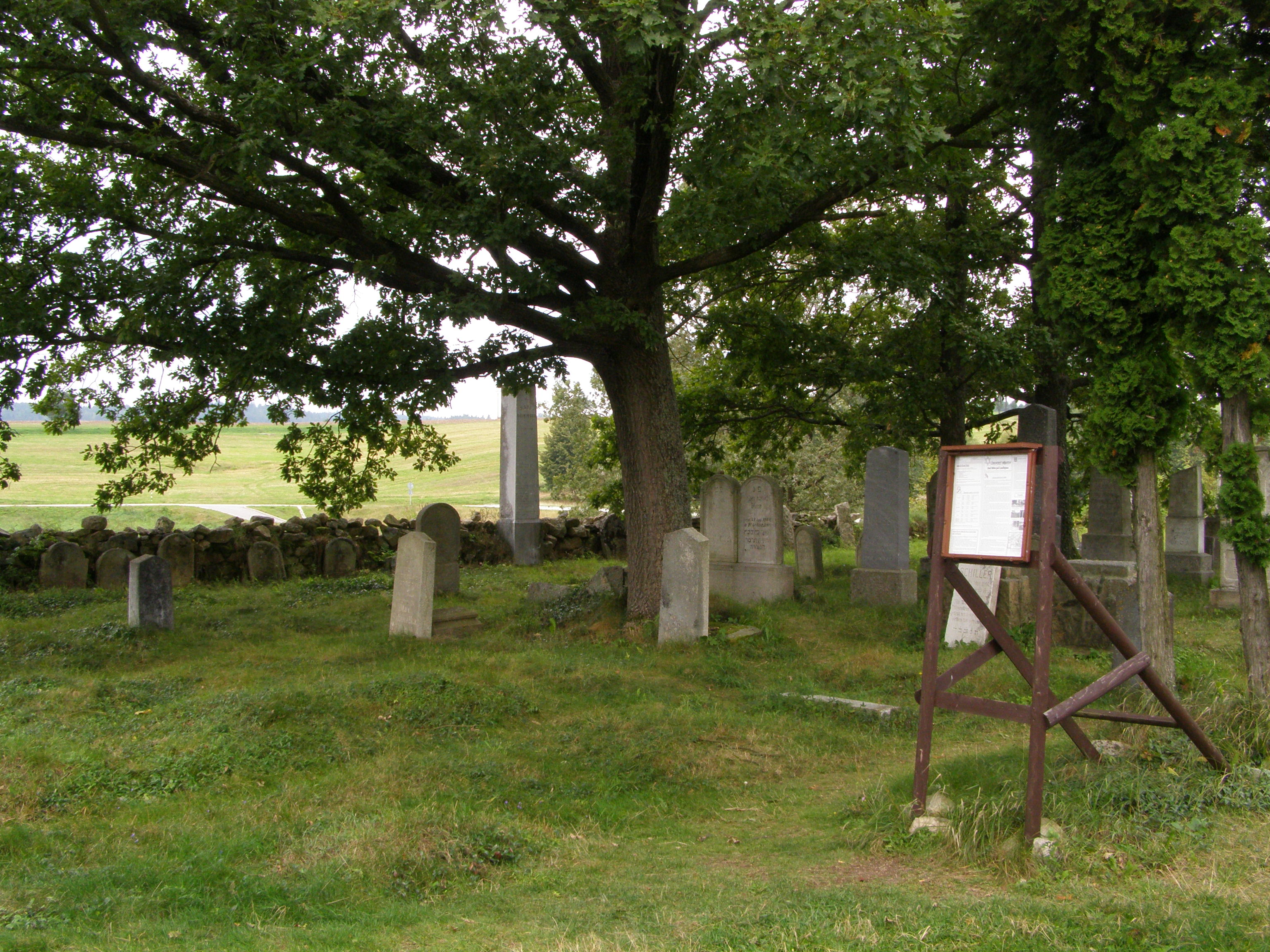
Ansicht des Friedhofs

Der Jüdische Friedhof in Staré Město pod Landštejnem (deutsch Altstadt), einer Gemeinde im Okres Jindřichův Hradec in Tschechien, wurde Anfang des 17. Jahrhunderts angelegt. Der jüdische Friedhof ist seit 1988 ein geschütztes Kulturdenkmal.
Der älteste vorhandene Grabstein des Friedhofs der Jüdischen Gemeinde Staré Město pod Landštejnem stammt aus dem Jahr 1621.  